# Élections sénatoriales françaises de 1986
Cet article fournit un résumé des résultats des élections sénatoriales françaises de 1986 qui ont eu lieu le 28 septembre 1986.

## Sièges par groupe
|                        |                                                                                       |        |  |  |  |  |
| Groupes parlementaires | Groupes parlementaires                                                                | Sièges |  |  |  |  |
|                        | Groupe du Rassemblement pour la République (RPR)                                      | 77     |  |  |  |  |
|                        | Groupe Union centriste (UC)                                                           | 70     |  |  |  |  |
|                        | Groupe socialiste (SOC)                                                               | 64     |  |  |  |  |
|                        | Groupe de l'Union des Républicains et des Indépendants (UREI)                         | 54     |  |  |  |  |
|                        | Groupe de la Gauche démocratique (GD)                                                 | 35     |  |  |  |  |
|                        | Groupe communiste (COM)                                                               | 15     |  |  |  |  |
|                        | Réunion administrative des sénateurs ne figurant sur la liste d'aucun groupe (RASNAG) | 4      |  |  |  |  |
|                        |                                                                                       |        |  |  |  |  |
| Total                  | Total                                                                                 | 319    |  |  |  |  |

## Président du Sénat
M. Alain Poher, élu le 2 octobre 1986
| Candidat             | Candidat             | Département d’élection | Parti                | Voix | %     |
| -------------------- | -------------------- | ---------------------- | -------------------- | ---- | ----- |
|                      | Alain Poher          | Val-de-Marne           | UC                   | 230  | 74,43 |
|                      | Tony Larue           | Seine-Maritime         | SOC                  | 62   | 20,06 |
|                      | Charles Lederman     | Val-de-Marne           | COM                  | 16   | 5,18  |
|                      | André Diligent*      | Nord                   | UC                   | 1    | 0,32  |
|                      |                      |                        |                      |      |       |
| Votes exprimés       | Votes exprimés       | Votes exprimés         | Votes exprimés       | 309  | 98,72 |
| Votes blancs ou nuls | Votes blancs ou nuls | Votes blancs ou nuls   | Votes blancs ou nuls | 4    | 1,28  |
| Votants              | Votants              | Votants                | Votants              | 313  | 100   |
| * Non candidat       |                      |                        |                      |      |       |